# Libera me, WAB 22
Libera me (Délivre-moi, Seigneur), WAB 22, est la deuxième mise en musique de l'absoute Libera me, Domine, composée par Anton Bruckner en 1854.

## Historique
Bruckner composa le motet au cours de son séjour à l'Abbaye de Saint-Florian pour l'absoute des funérailles du prélat Michael Arneth (28 mars 1854).
Le manuscrit original est perdu, mais plusieurs copies existent dans les archives de l'Abbaye, de l'Abbaye de Kremsmünster et de l'Österreichische Nationalbibliothek. Le motet a d'abord été publié en annexe aux Volumes 7-10 de Musica divina, Vienne, 1922. Il est édité dans le Volume XXI/17 de la Bruckner Gesamtausgabe.

## Musique
L'œuvre, au total de 94 mesures, en fa mineur est conçue pour chœur mixte à cinq voix (SSATB), 3 trombones et basse chiffrée (orgue, violoncelle et contrebasse).
Elle est en cinq parties, séparées par des cadences sur les réponses Quando cœli et Dum veneris
1. Libera me, Domine : homophone, 18 mesures, se terminant pianissimo en quinte vide sur per ignem
2. Tremens fac : fugato à cinq voix, 23 mesures, se terminant fortissimo en homophonie sur Quando cœli
3. Dies illa : canon en imitations, 25 mesures, se terminant fortissimo en homophonie sur Dum veneris
4. Requiem aeternam : choral, 10 mesures, soutenu par les trombones
5. Première partie da capo

La partie 3 contient des dissonances semblables à celles de l'Agnus Dei de l'ultérieure Messe en mi mineur. En plus de sa signification en tant que précurseur du style mature de Bruckner, le Libera me en fa mineur est efficace par lui-même. La musique est sincère et profonde et est un rendu gracieux, quoique assez austère, du texte.

## Discographie
Le premier enregistrement du Libera me a eu lieu en 1979 :
- Hans Zanotelli, Hans Zanotelli, Ensemble vocal Philharmonia de Stuttgart, Anton Bruckner: Latin motets – CD : Calig CAL 50477

Une sélection parmi les quelque vingt autres enregistrements :
- Anton Bruckner – Music of the St. Florian Period (II), Jürgen Jürgens avec le Monteverdi-Chor et la Camerata Academica de Hambourg, Werner Kaufmann (Orgue), 1985 - cet enregistrement, qui n'a pas été issu à l'époque, a été récemment édité sur CD : BSVD-0111, 2012
- Matthew Best, Corydon Singers, Ensemble à vent de l'English Chamber Orchestra, Mass in E minor; Libera me; Zwei Aequale – CD : Hyperion CDA66177, 1985
- Petr Fiala, Czech Philharmonic Choir, Anton Bruckner: Motets – CD : OMD 322 1422-2, 2006
- Erwin Ortner, Arnold Schoenberg Chor, Anton Bruckner: Tantum ergo – CD : ASC Edition 3, édité par la chorale, 2008
- Thomas Kerbl, Chorvereinigung Bruckner 09, Ensemble Linz, Anton Bruckner: Chöre/Klaviermusik – CD : LIVA 034, 2009
- Łukasz Borowicz, Anton Bruckner: Requiem, RIAS Kammerchor Berlin, Akademie für Alte Musik Berlin – CD : Accentus ACC30474, 2019

## Sources
- Max Auer, Anton Bruckner als Kirchenmusiker, G. Bosse, Ratisbonne, 1927
- Keith William Kinder, The Wind and Wind-Chorus Music of Anton Bruckner, Greenwood Press, Westport, Connecticut, 2000
- Anton Bruckner – Sämtliche Werke, Band XXI: Kleine Kirchenmusikwerke, Musikwissenschaftlicher Verlag der Internationalen Bruckner-Gesellschaft, Hans Bauernfeind et Leopold Nowak (Éditeurs), Vienne, 1984/2001
- Cornelis van Zwol, Anton Bruckner 1824-1896 – Leven en werken, uitg. Thot, Bussum, Pays-Bas, 2012.  (ISBN 978-90-6868-590-9)